# Rivaliteten mellan AIK och IFK Göteborg
Rivaliteten mellan AIK och IFK Göteborg är ett av de mesta klassiska och hatfyllda inom svensk fotboll. Sett till meriter är klubbarna de två största från de två största städerna i Sverige, Stockholm och Göteborg. Rivaliteten har inget unikt namn, utan kallas ibland för "svenska El Clásico". På grund av den djupt liggande historien i högsta divisionen för båda klubbarna har inga andra rivaler från två olika städer spelat mot varandra fler gånger (226). IFK Göteborg har stått som segrare 108 gånger, AIK 74 gånger och resterande 44 matcher har slutat oavgjort.
Spelare, fans och media brukar ofta betrakta matchen mellan de två klubbarna som lagens största derby, tillsammans med deras egna lokala derbyn mot Gais/Örgryte IS (Göteborg) och Djurgårdens IF/Hammarby IF (AIK). Både AIK och Göteborg har även en bitter rivalitet med Malmö FF.

## Historia

### Etablering: 1891–1908
AIK grundades 1891 på Norrmalm i centrala Stockholm. Fotboll tog man upp på programmet sex år senare och blev för första gången svenska mästare 1900. IFK Göteborg grundades 1904 av ett tjugotal ungdomar på Café Olivedal och blev därmed den 39 av Idrottsföreningen Kamraterna. Det första SM-guldet vann man 1908.

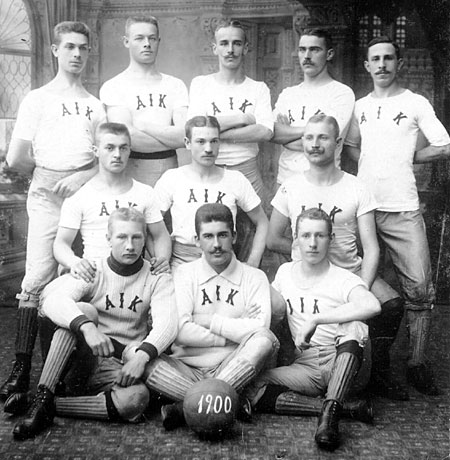
AIK:s lag år 1900

### Första mötena: 1908–1910
Söndagen den 9 augusti 1908 blev datumet för det första mötet någonsin mellan klubbarna när man mötes under en träningsmatch. IFK Göteborg tog som hemmalag emot AIK på Idrottsplatsen i Göteborg. IFK Göteborg spelade matchen i stadsrivalen Örgryte ställ då deras ordinarie var för likt AIK:s vita bortatröjor. Matchen blev en målrik tillställning och slutade med en knapp seger för Göteborg med 3–2, efter att det i halvtid varit oavgjort (1–1). Resultatet innebar att matchen var IFK Göteborgs första seger mot AIK genom tiderna. IFK Göteborgs tre mål gjordes av Erik Lund, Arvid Fagrell och Erik Börjesson.

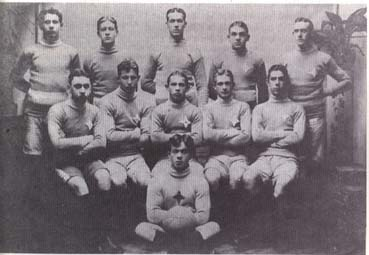
IFK Göteborgs lag år 1905

Torsdagen den 5 maj 1910, i vad som var lagens första tävlingsmöte mot varandra, tog AIK emot gästande IFK Göteborg i Svenska seriens 1:a omgång, inför 3 000 åskådare på Stockholms Idrottspark. Matchen var inte så spännande då AIK körde över gästerna och vann med hela 9–1, trots att det endast stått 2–0 under halvtid. Detta är den hittills största segern som åstadkommits mellan lagen.

### 1910–2000
AIK och IFK Göteborg dominderade i svensk fotboll tillsammans med de två rivalklubbarna Djurgårdens IF och Örgryte IS under 1910-talet och delar in på 1920-talet. 1915 vann IFK Göteborg serien och AIK kom tvåa efter en svajig inledningen på säsongen.
I och med Allsvenskans start inleddes en ny era i svensk fotboll. Sverige hade länge saknat en rikstäckande serie med ned- och uppflyttning, men 1924 kom detta att ändras och Allsvenskan grundades. Allsvenskan, som kallades storserien till en början, blev en stor succé för IFK Göteborg och de andra göteborgslagen Örgryte och GAIS.

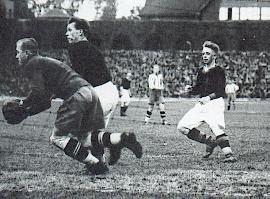
AIK vs IFK Göteborg (0–3), 6 oktober 1929 på Stockholms Stadion.

## Huliganism
Under 1990-talet och delar in på 2000-talet, när problemen med fotbollsvåld och huliganer var som värst, var sammandrabbningarna mellan lagets supporterfirmor Firman Boys (AIK) och Wisemen (IFK Göteborg) bland de mest ökända i landet. Detta lever i viss grad vidare än idag då mötena mellan lagen är en högriskmatch där oroligheter både på och utanför arenan kan förekomma. År 2015 omhändertogs cirka 10 personer efter en sammandragning mellan Firman Boys och Wisemen i centrala Göteborg, där antalet inblandade ska ha varit upp mot 50 personer.

### Dödsfall
I augusti 2002 när Firman Boys och Wisemen sammanstötte på Hornsbruksgatan invid Högalidsparken på Södermalm innan en match mellan lagen på Råsunda misshandlades Wisemen-medlemmen Tony Deogan av huliganer från AIK, vilket ledde till att han fördes till sjukhus och avled fyra dagar senare.

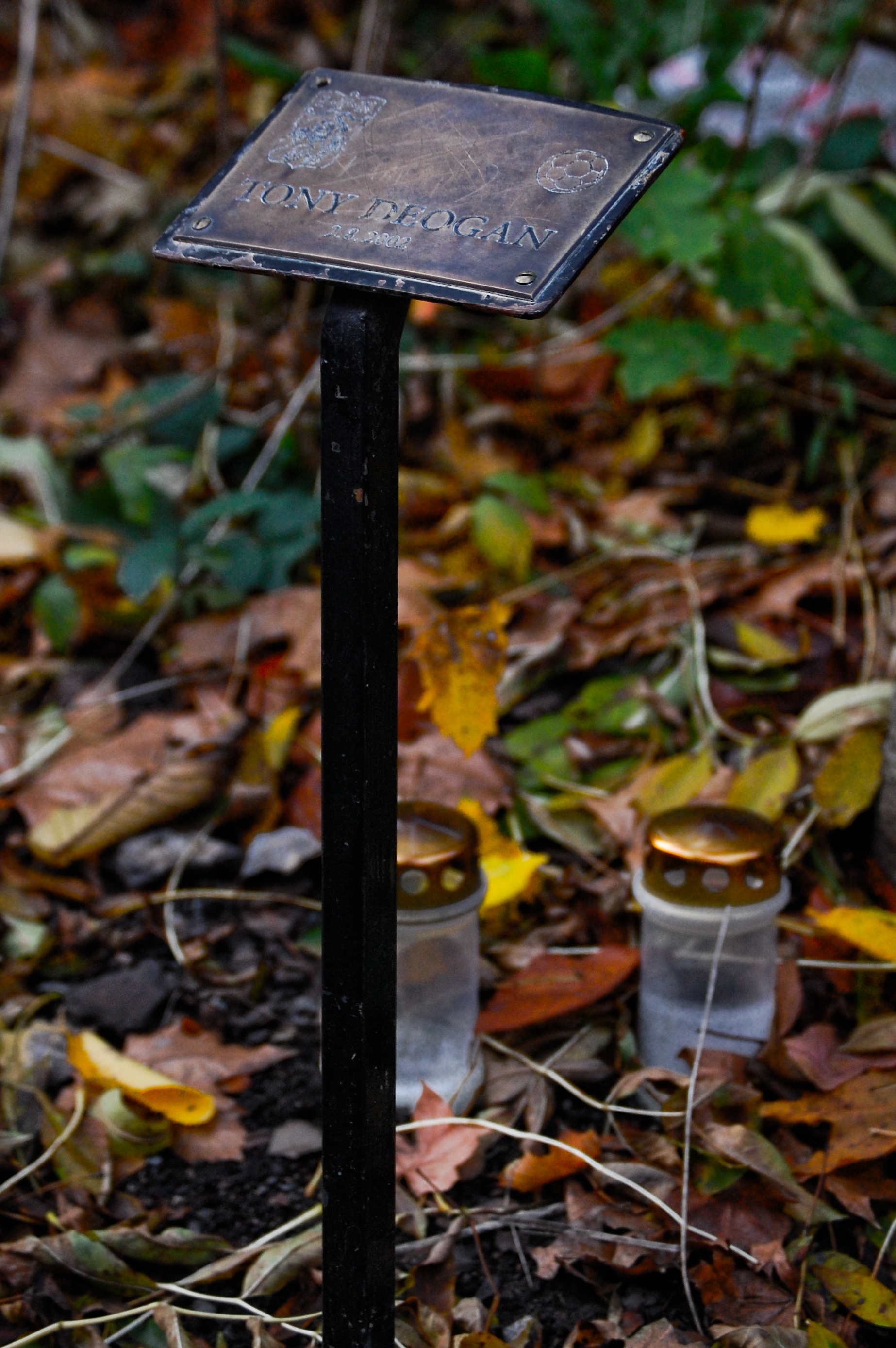
Minnesmärket beläget vid Högalidsparken, 2008.

En förundersökning lades fram då man ansåg att Deogan dog på grund av misshandel. Förundersökningen lades dock ned den 11 september 2003 av kammaråklagare Henrik Söderman på grund av att ingen ville vittna, vare sig personer från Firman Boys eller Wisemen.

## Rekord

### Största vinst
| Marginal | Match        | Match    | Match        | Datum             | Tävlingsform   |
| Marginal | Lag 1        | Resultat | Lag 1        | Datum             | Tävlingsform   |
| -------- | ------------ | -------- | ------------ | ----------------- | -------------- |
| 8        | AIK          | 9–1      | IFK Göteborg | 5 maj 1910        | Svenska Serien |
| 7        | IFK Göteborg | 8–1      | AIK          | 15 april 1917     | Svenska Serien |
| 6        | AIK          | 9–3      | IFK Göteborg | 8 augusti 1968    | Allsvenskan    |
| 6        | AIK          | 6–0      | IFK Göteborg | 11 augusti 1996   | Allsvenskan    |
| 5        | IFK Göteborg | 6–1      | AIK          | 9 november 1913   | Svenska Serien |
| 5        | AIK          | 6–1      | IFK Göteborg | 18 september 1932 | Allsvenskan    |
| 5        | AIK          | 2–7      | IFK Göteborg | 22 april 1945     | Allsvenskan    |
| 5        | IFK Göteborg | 5–0      | AIK          | 16 april 1990     | Allsvenskan    |
| 4        | AIK          | 1–5      | IFK Göteborg | 5 april 1914      | Svenska Serien |
| 4        | AIK          | 4–0      | IFK Göteborg | 30 april 1916     | Svenska Serien |
| 4        | AIK          | 4–0      | IFK Göteborg | 24 maj 1936       | Allsvenskan    |
| 4        | IFK Göteborg | 4–0      | AIK          | 21 maj 1950       | Allsvenskan    |
| 4        | AIK          | 4–0      | IFK Göteborg | 25 maj 1953       | Allsvenskan    |
| 4        | AIK          | 5–1      | IFK Göteborg | 8 augusti 1954    | Allsvenskan    |
| 4        | AIK          | 4–0      | IFK Göteborg | 3 juni 1956       | Allsvenskan    |
| 4        | IFK Göteborg | 4–0      | AIK          | 14 juni 1959      | Allsvenskan    |
| 4        | IFK Göteborg | 4–0      | AIK          | 22 september 1963 | Allsvenskan    |
| 4        | IFK Göteborg | 4–0      | AIK          | 11 augusti 1985   | Allsvenskan    |
| 4        | AIK          | 1–5      | IFK Göteborg | 2 augusti 1993    | Allsvenskan    |
| 4        | AIK          | 4–0      | IFK Göteborg | 26 oktober 2006   | Allsvenskan    |
| 4        | IFK Göteborg | 4–0      | AIK          | 6 maj 2010        | Allsvenskan    |

### Matcher med flest mål
| Mål | Match        | Match    | Match        | datum           | Tävlingsform   |
| Mål | Lag 1        | Resultat | Lag 1        | datum           | Tävlingsform   |
| --- | ------------ | -------- | ------------ | --------------- | -------------- |
| 12  | AIK          | 9–3      | IFK Göteborg | 8 augusti 1968  | Allsvenskan    |
| 10  | AIK          | 9–1      | IFK Göteborg | 5 maj 1910      | Svenska Serien |
| 10  | IFK Göteborg | 6–4      | AIK          | 30 oktober 1910 | Svenska Serien |
| 9   | IFK Göteborg | 8–1      | AIK          | 15 april 1917   | Svenska Serien |
| 9   | AIK          | 2–7      | IFK Göteborg | 22 april 1945   | Allsvenskan    |
| 9   | AIK          | 3–6      | IFK Göteborg | 11 augusti 1977 | Allsvenskan    |
| 8   | IFK Göteborg | 5–3      | AIK          | 5 november 1911 | Svenska Serien |
| 8   | AIK          | 4–4      | IFK Göteborg | 28 juli 1946    | Allsvenskan    |
| 8   | IFK Göteborg | 5–3      | AIK          | 17 augusti 1952 | Allsvenskan    |
| 8   | IFK Göteborg | 5–3      | AIK          | 5 juni 1955     | Allsvenskan    |

### Högsta publiksiffra
| Publiksiffra | Datum             | Plats              | Hemmalag     | Tävlingsform          |
| ------------ | ----------------- | ------------------ | ------------ | --------------------- |
| 43 713       | 26 oktober 2015   | Friends Arena      | AIK          | Allsvenskan           |
| 30 650       | 31 mars 2014      | Friends Arena      | AIK          | Allsvenskan           |
| 27 175       | 7 maj 2022        | Friends Arena      | AIK          | Allsvenskan           |
| 26 352       | 12 september 1948 | Råsunda stadion    | AIK          | Allsvenskan           |
| 25 932       | 27 maj 2024       | Friends Arena      | AIK          | Allsvenskan           |
| 24 365       | 7 november 2009   | Råsunda stadion    | AIK          | Svenska Cupen (final) |
| 24 211       | 6 maj 2013        | Friends Arena      | AIK          | Allsvenskan           |
| 21 740       | 21 oktober 1934   | Gamla Ullevi       | IFK Göteborg | Allsvenskan           |
| 21 580       | 25 oktober 1931   | Slottsskogsvallen  | IFK Göteborg | Allsvenskan           |
| 21 315       | 1 november 1931   | Stockholms stadion | AIK          | Allsvenskan           |
| 21 113       | 15 maj 2023       | Friends Arena      | AIK          | Allsvenskan           |

### Fotnoter
1. ↑  ”AIK Fotbolls svenska mästare”. AIK Fotboll. https://www.aikfotboll.se/aik-fotbolls-svenska-mastare. Läst 8 maj 2022.
2. ↑  ”Vår historia”. IFK Göteborg – Hela stadens lag. https://ifkgoteborg.se/om-ifk-goteborg/var-historia/. Läst 8 maj 2022.
3. ↑  ”Laul: En match som berör hela landet”. www.aftonbladet.se. https://www.aftonbladet.se/a/L0alrV. Läst 8 maj 2022.
4. 1 2  ”Här är Sveriges hetaste matcher”. www.aftonbladet.se. https://www.aftonbladet.se/a/8w9jnd. Läst 8 maj 2022.
5. ↑  ”AIK-spelarnas passning till Bajen: "Göteborg är en större rival till oss"”. fotbollskanalen. https://www.fotbollskanalen.se/allsvenskan/aik-spelarnas-passning-till-bajen-goteborg-ar-en-storre-rival-till-oss/. Läst 8 maj 2022.
6. ↑  ”Om AIK Fotboll”. AIK Fotboll. https://www.aikfotboll.se/aik-fotboll. Läst 8 maj 2022.
7. ↑  ”SvenskaFans”. www.svenskafans.com. https://www.svenskafans.com/fotboll/ifkgoteborg/Grattis-pa-fodelsedagen-Blavitt-418818. Läst 8 maj 2022.
8. ↑  ”AIK Statistikdatabas (Herrar)”. www.aik.se. https://www.aik.se/sektioner/fotboll/statistik/matches.php?id=4576. Läst 8 maj 2022.
9. ↑  ”1908-08-09: IFK Göteborg – AIK 3–2 - ifkdb.se”. ifkdb.se. http://ifkdb.se/match/80. Läst 8 maj 2022.
10. ↑  ”AIK Statistikdatabas (Herrar)”. www.aik.se. https://www.aik.se/fotboll/statistik/matches.php?id=3141. Läst 8 maj 2022.
11. ↑  ”1910-05-05: AIK – IFK Göteborg 9–1 (2–0) | ifkdb.se”. ifkdb.se. https://ifkdb.se/match/106. Läst 8 maj 2022.
12. ↑  ”Rapport Wisemen vs Firman Boys – Intefanvetjag”. intefanvetjag.com. https://intefanvetjag.com/rapport-wisemen-vs-firman-boys/. Läst 8 maj 2022.
13. ↑  Larsson, Jens (26 oktober 2015). ”AIK-supportrar tror på seger i högriskmatchen”. SVT Nyheter. https://www.svt.se/nyheter/lokalt/stockholm/aik-supportrar-tror-pa-seger-i-hogriskmatchen. Läst 16 december 2023.
14. ↑  Kajsa Lind (24 oktober 2016). ”Så förbereder sig polisen inför högriskmatchen”. Göteborgs-Posten. https://www.gp.se/sa-forbereder-sig-polisen-infor-hogriskmatchen.be292c14-513d-4f77-9ede-c3c1ac4ee6bb/. Läst 16 december 2023.
15. ↑  ”Det var mord”. www.aftonbladet.se. https://www.aftonbladet.se/a/KvzJ64. Läst 8 maj 2022.